# 이일의
이일의(일본명 : 요시모토 카즈요시, 吉本一義, 1971년 11월 30일 ~)는 재일교포 출신인 LG 트윈스의 전 야구 선수다.

## 출신 학교
- 호쿠요고등학교
- 케이호우대학교

## 같이 보기
- 2002년 LG 트윈스 시즌